# Åh stiftsgård

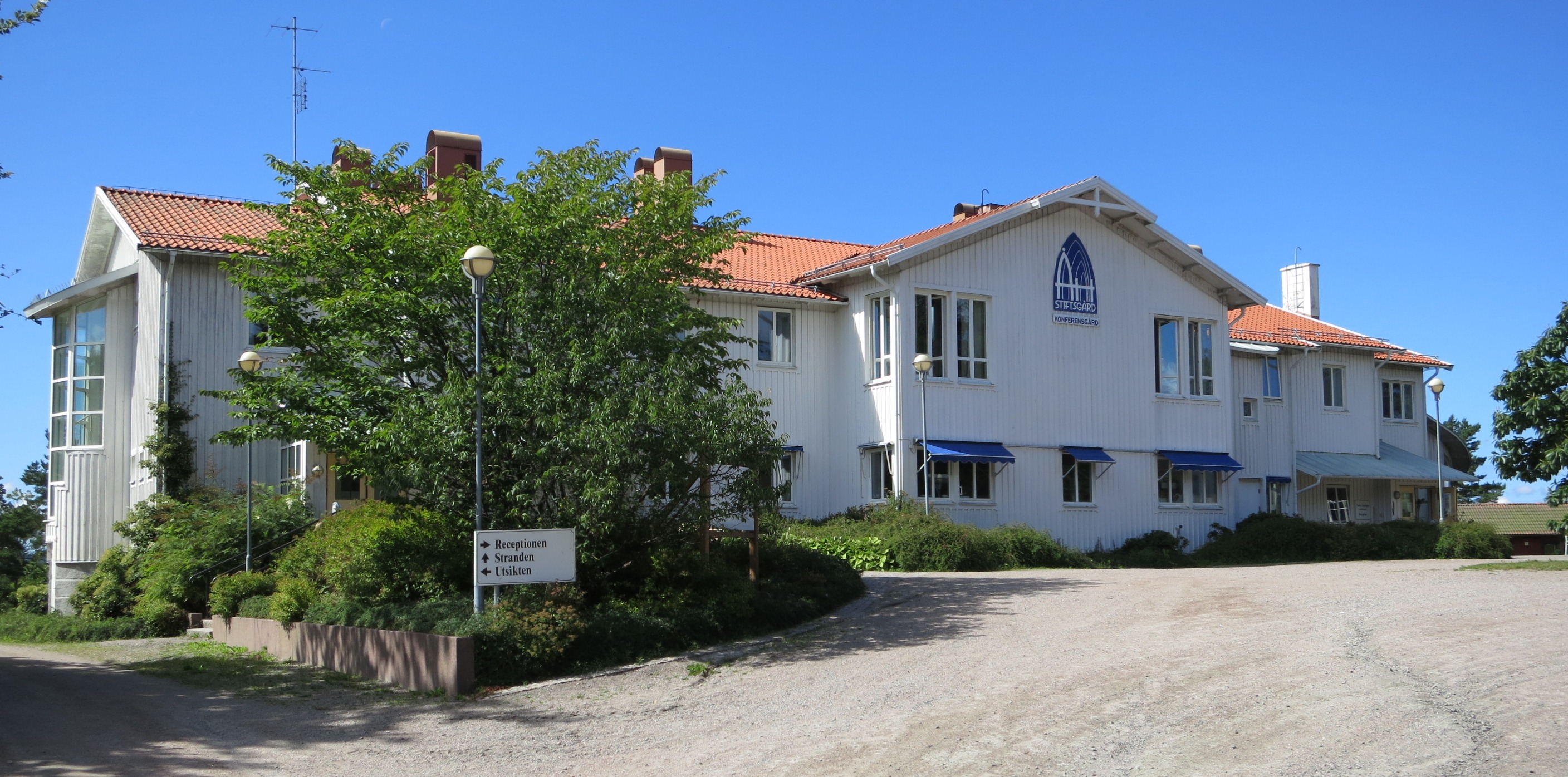
Åh stiftsgård, huvudbyggnad

Åh stiftsgård är en stiftsgård i Svenska kyrkan, belägen vid havet mellan Uddevalla och Ljungskile. Den är känd för sina konfirmandläger, sommarläger och väckelsemöten, vilka utvecklades under Bengt Pleijels mångåriga arbete som föreståndare.

## Historia
År 1877 köptes egendomen Åh av familjen Zachau. Familjen, som ägde Uddevalla Tändsticksfabrik, använde gården Åh som sitt sommarställe. I samband med den ekonomiska krisen i början på 30-talet tvingades familjen sälja gården.
På privat initiativ köpte några präster, bland andra kontraktsprost Johan Cullberg (far till John Cullberg), egendomen den 5 maj 1937. Prästen Gunnar Rudborg tog initiativet till att samla några präster från Göteborg som bildade ”Stiftelsen Åh Kyrkliga Ungdomshem”. Dessa präster bildade också styrelse för den nya stiftelsen. Rudborg såg behovet bland ungdomarna i stiftet att få samlas på gemensamma kurser och läger med kristen förankring. 
Åh fylldes av ungdomar från allra första början. Arbetet bedrevs i ”fri, kyrklig” regi. Inga medel kom från församlingarna, pastoraten eller stiftet, utan man levde på frivilliga gåvor. Evangeliska Brödraförsamlingen i Göteborg, där Gunnar Rudborg verkade, betalade räntorna på stiftelsens lån från 1939 till 1958. Bakom Gunnar Rudborg och Evangeliska Brödraförsamlingen fanns Linhultska Stiftelsen, en av Göteborgs äldsta donationsstiftelser med fastighet på Kungsgatan 45.
Visionen, som fortfarande finns kvar, präglades av optimism och framtidstro för kyrkan. Man ville betona enkelheten och det varma och personliga i Gudsförhållandet.
1958 blev Åh en stiftsgård i formell mening. Stiftet insåg behoven och gick in och stödde arbetet på Åh.

## Kyrkan

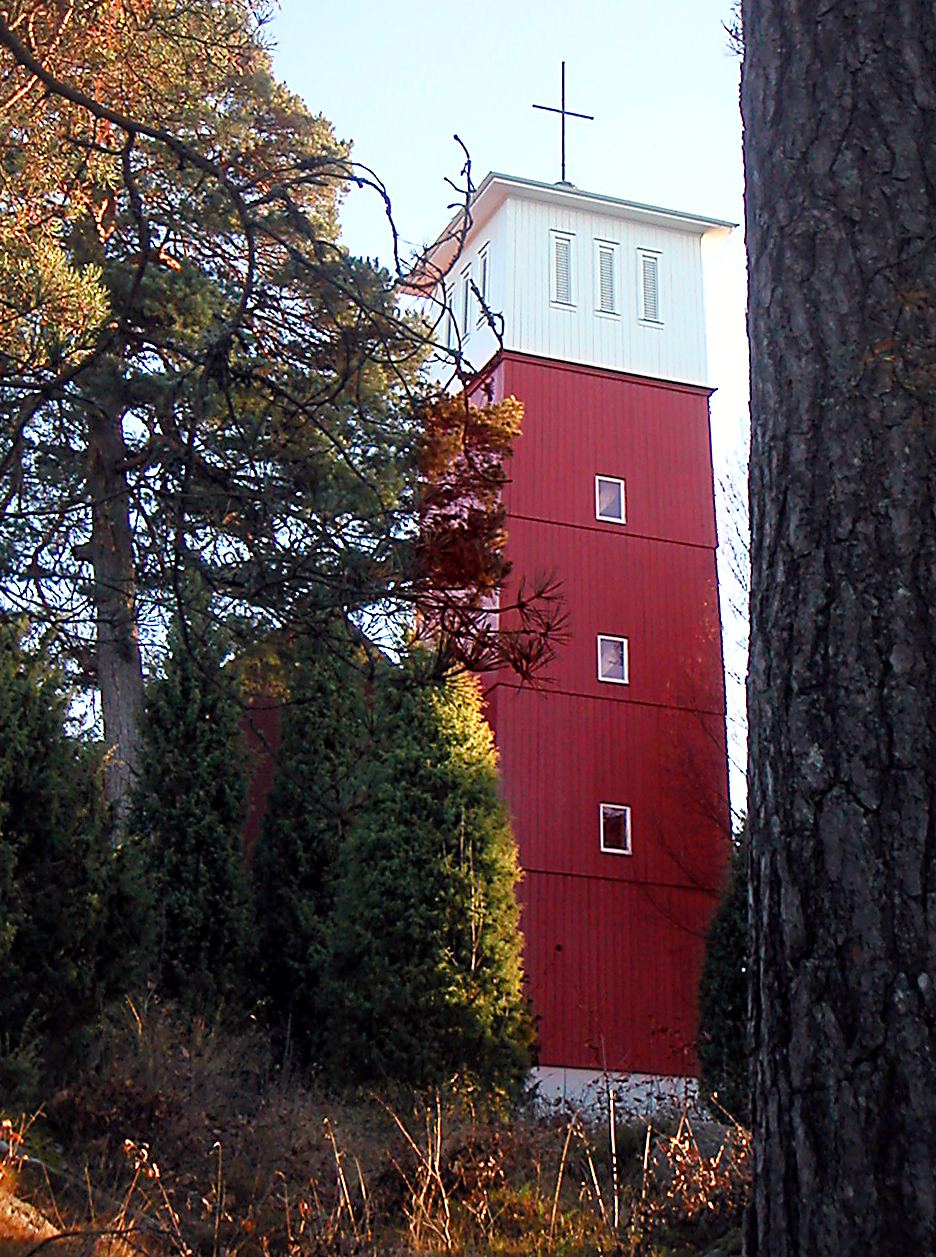
Kyrkan sedd från sjösidan

År 1939 lades grundstenen till Åh kyrka, som stod färdig för invigning midsommarafton 1940. Ungefär femhundra ungdomar slöt upp vid invigningsgudstjänsten.
År 1955 återinvigdes kyrkan efter att ha fått ett större kor. Det var byggmästare Henning Nilsson som lät utföra detta. Då sattes även ett färgat fönsterglas in till vänster om altaret.

### Konst i kyrkan
År 1943 kom den norske konstnären Emanuel Vigeland till Åh, med en tavelduk ihoprullad under armen. 
Det var det konstverk som numera är altartavla i Åh kyrka. Till skillnad från många andra altartavlor föreställer denna tavla inte Kristus på korset, utan liknelsen om den förlorade sonen som återvände hem. Tavlans motiv representerar det som Åh vill förmedla till människor som kommer till platsen: läkedom och upprättelse från Fadern själv. När Vigeland bredde ut tavlan på golvet framför koret fick han frågan varför han hade gjort den förlorade sonen så hemsk. Han svarade då: ”Den fortapte sønn, det er jeg. Hvis jeg ikke fikk komme slik, ville jeg aldri kommet.”

### Orgeln på Åh
Den nuvarande orgeln i Åh kyrka flyttades dit 2007 av Tostareds kyrkorgelfabrik. Ursprungligen är den byggd av A. Magnusson 1964 till Allhelgonakyrkan i Kortedala men i samband med att Vårfrukyrkan såldes skedde en omstrukturering av orglarna där och denna flyttades till Åh. Orgeln har två manualer och pedal och dispositionen är tydligt inspirerad av orgelrörelsen.

## Präster
De präster som varit anställda på stiftsgården är:
- Bengt Pleijel (1964–1989)
- Erling Ivarsson (1989–1998)
- Eskil Hofverberg (1999–2008)
- Göran Olofsson (2008–2019)
- Louise Sjölund (2020–2024)[1].
- Erik Stenberg-Roos (2025-)

## Konfirmation
Varje år har gården tre till fyra konfirmandgrupper. Dessa kallas släkter och har sitt namn efter sin präst. Till exempel kallas Erik Stenberg Roos grupp för Erik-släkten. En släkt innehåller vanligen 36 eller 32 konfirmander. Varje släkt är i sig uppdelad i tre mindre grupper som kallas familjer. Varje familj har 12 konfirmander samt två ledare, en manlig och en kvinnlig, som kallas föräldrar (mamma och pappa). Varje släkt har också en speltant eller spelfarbror som ansvarar för musiken under lägren. Läsningen är uppdelad på tre läger. Två under våren som är upp till en vecka var, och ett på sommaren som är cirka tre veckor. På de två kortare lägren finns också en grupp på mellan 20 och 40 faddrar med. Fadderinbjudan skickas till alla som har konfirmerats på Åh de senaste två åren. Faddrarnas uppgift är att få konfirmanderna att känna sig välkomna och sedda och att låta konfirmanderna se att det finns jämnåriga troende. Att vara fadder är också som en fortsättning på konfirmationen. Faddrarna får fördjupad undervisning under lägren och sporras[källa behövs] till att fortsätta leva med Jesus.